# Ro (Itália)
Ro é uma comuna italiana da região da Emília-Romanha, província de Ferrara, com cerca de 3.801 habitantes. Estende-se por uma área de 43 km², tendo uma densidade populacional de 88 hab/km². Faz fronteira com Berra, Canaro (RO), Copparo, Crespino (RO), Ferrara, Guarda Veneta (RO), Polesella (RO).

## Demografia
| Variação demográfica do município entre 1861 e 2011                               |
|                                                                                   |
| Fonte: Istituto Nazionale di Statistica (ISTAT) - Elaboração gráfica da Wikipedia |